# Aconodes montanus
Aconodes montanus là một loài bọ cánh cứng trong họ Cerambycidae.